# Lili Ivanova
Lili Ivanova (bugarski: Лили Иванова, Kubrat, 24. travnja 1939. ) je bugarska pjevačica. Zbog njenog doprinosa kulturi zemlje, često naziva "Primadona bugarske glazbe".
Lili Ivanova rođena je 24. travnja 1939. godine kao Liliana Ivanova Petrova u gradiću Kubratu. Završila je školu za medicinsku sestru u Varni, te je kratko vrijeme radila kao medicinska sestra. Njezina karijera kao pjevačice započinje u ranim 1960-im. Godine 1963. dobila je priznanje u Bukureštu. Lokalna publika obožavala je zvijezdu u usponu, a lokalna televizija emitira je njezine nastupe. Njen prvi album snimljen je iste godine. Njen drugi album "More mladosti" (bug. Море на младостта) snimljen je u Bugarskoj 1968. godine i sadrži devet pjesama. Njezin treći album snimljen je u Moskvi 1968. Album "Kamino" snimljen od strane bugarskog Balkantona 1968. Pjevačica još uvijek izvodi pjesmu Kamino, jer omogućuje punu široku spektru njena glasa.
Ivanova osvaja prvu nagradu "Zlatni ključ" 1966. godine u Bratislavi. U godinama koje slijede ona prima više od 10 međunarodnih nagrada i brojna lokalna priznanja. Godine 1997. Međunarodna udruga žena nominira ju kao jedna od najpoznatijih žena u 20. stoljeću. Godine 1999. nagrađena je najvišom bugarskom državnom nagradom medaljom "Stara planina"  za doprinos bugarskoj pop glazbi.
U razdoblju između 1981. – 1987. živi i nastupa prije svega u Njemačkoj, tijekom tih godina snimila nekoliko albuma.
Tijekom burnih 1990-tih Ivanova je uspjela održati svoju karijeru. Nove albume snimila je 1993., 1995. i 1998. godine.
Najveći hit u karijeri pjesmu "Vjetrovi" snimila je 2000. godine. U godinama koje dolaze Ivanova nastupa u najvećim koncertnim događanjima u Bugarskoj. Nagrađena je zlatnom vinil pločom od Balkanton za prodaju 2 milijuna albuma za godinu dana (u Bugarskoj ima samo pet takvih zlatnih ploča). Ploču je vratila natrag kao čin protesta nakon što je Balkanton snizio kriterije za dobivanje takvog priznanja 1990. Prva je pjevačica iz Istočnog bloka koja je nastupila u pariškoj Olimpiji.

## Vanjske poveznice
- Službena stranica Lili Ivanove  Arhivirana inačica izvorne stranice od 1. studenoga 2016. (Wayback Machine)